# Mike and Dave Need Wedding Dates
Mike and Dave Need Wedding Dates (Mike y Dave: Los busca novias en Hispanoamérica y Mike y Dave buscan rollo serio en España) es una película estadounidense de 2016, de  aventura, comedia romántica y comedia, dirigida por Jake Szymanski y escrita por Andrew J. Cohen y Brendan O'Brien, la cual cuenta la historia real de los hermanos Mike y Dave Stangle. Los protagonistas de la película son Adam DeVine, Zac Efron, Anna Kendrick y Aubrey Plaza. La película fue estrenada el 8 de julio de 2016, por 20th Century Fox.

## Argumento
Mike y Dave Stangle son dos hermanos vendedores de licores conocidos por provocar el caos en cualquier reunión familiar así que cuando su hermana pequeña, Jeannie Stangle se va a casar con un hombre llamado Eric, sus padres y ella misma les piden que lleven a una mujer, formal y educada, cada uno para así por una vez no arruinar el acontecimiento y que la boda sea perfecta. Así que lo que deciden hacer es poner un anuncio en internet que se hace viral debido a que muchas mujeres quieren ir a Hawái, pero tras muchas entrevistas con mujeres no consiguen dar con las adecuadas. Un día salen en un programa en la televisión en la que les entrevistan sobre el anuncio, y ahí les ven Tatiana y Alice, dos solteras nada responsables, y deciden que necesitan ir a Hawái. Pero hay un problema y es que están sin oficio ya que las despidieron recientemente de un bar porque Alice se puso a bailar encima de las mesas y se enfrentó al jefe varias veces, ya que hace poco su prometido la dejó plantada en el altar y ella no puede olvidarlo, así que deciden hacerse un cambio de look para parecer las mujeres adecuadas. Al día siguiente, cuando Dave y Mike salían de un bar, Tatiana se lanza a un coche y finge perder el conocimiento y no poder respirar, por lo que los hermanos corren en su ayuda y Tatiana hace creer a Mike que él le salvó la vida. Tras "salvarla" van todos al bar y allí ellas fingen ser dos personas totalmente opuestas a cómo son realmente, y al final los hermanos, engañados, deciden invitarlas a ir a la boda. Allí Tatiana y Alice consiguen que su tapadera siga intacta y que todos piensen que son las personas que realmente no son, tanto que la prima de Dave y Mike, Terry, enemiga de Mike, se enamora de ella. Un día iban a ir a nadar con delfines, pero hay un cambio de planes y van a montar en motos, y en un momento Tatiana y Alice van por una rampa, y después de ellas va Mike, que accidentalmente da con la rueda a su hermana en la cara, dejándola con mitad del rostro fatal. Debido al estrés de la boda y lo ocurrido con la moto, cuando Jeannie se va a hacer un masaje, Alice le paga para que consigue desestresar a Jeannie, que acaba teniendo un orgasmo con el masajista. En ese mismo momento, Tatiana se encuentra en la sala de vapor donde se encontraba Terry, que le dijo que tenía unas entradas para ver a Rihana desde backstage, la cantante favorita de Alice, pero que sólo se las daría si Tatiana metía la mano en su aparato reproductor y esta lo hace por su amiga. Pero en ese momento, justo antes de encontrar a su hermana teniendo el orgasmo con

## Reparto
- Adam DeVine - Mike Stangle[2]
- Zac Efron - Dave Stangle[3]
- Anna Kendrick - Alice[4]
- Aubrey Plaza - Tatiana[5]
- Stephen Root - Burt Stangle[6]
- Alice Wetterlund - Terry[7]
- Sam Richardson - Eric[8]
- Sugar Lyn Beard - Jeanie Stangle
- Wendy Williams - Ella misma
- Branscombe Richmond - Chef Kalani
- Stephanie Faracy - Rosie
- Mary Holland - Becky

## Producción

### Casting
El 22 de enero de 2015, Zac Efron se unió al reparto de la película. El 24 de febrero de 2015, Adam DeVine se unió al reparto. El 1 de abril de 2015, Anna Kendrick se unió al reparto de la película. El 27 de abril de 2015, Aubrey Plaza se unió el reparto. El 18 de mayo de 2015, Stephen Root se unió al reparto. Alice Wetterlund se unió el 2 de junio de 2015 al reparto de la película.

### Grabación
La fotografía principal comenzó el 25 de mayo de 2015, y duró hasta el 13 de agosto de 2015. El 2 de junio el reparto principal comenzó a filmar en Oahu, Hawái. El 3 de junio Efron fue visto en la filmación. El 11 de junio Kendrick fue vista en la filmación. El 12 de junio, Efron y DeVine filmaban en una playa hawaiiana. El 15 de junio, Efron estaba en el set con DeVine. El 16 de junio, se filmó más con los personajes principales de la película.

## Estreno
La película se estrenó el 8 de julio de 2016 en los Estados Unidos.

## Recepción
La película recibió críticas mixtas a positivas de parte de la crítica y la audiencia. En el portal de internet Rotten Tomatoes, la película posee una aprobación de 40%, basada en 95 reseñas, con una puntuación de 5.0/10 por parte de la crítica, mientras que de la audiencia tiene una aprobación de 68%
La página Metacritic le ha dado a la película una puntuación de 51 de 100, basada en 30 críticas, indicando "reseñas mixtas". Las audiencias de CinemaScore le han dado a la película una calificación promedio de "B" en una escala de A+ a F, mientras que en IMDb tiene una puntuación de 6.3/10 basada en más de 6000 votos.